# Луйте
Лу́йте (эст. Luite — «Дюнный») — микрорайон в районе Кесклинн города Таллина, столицы Эстонии.

## География

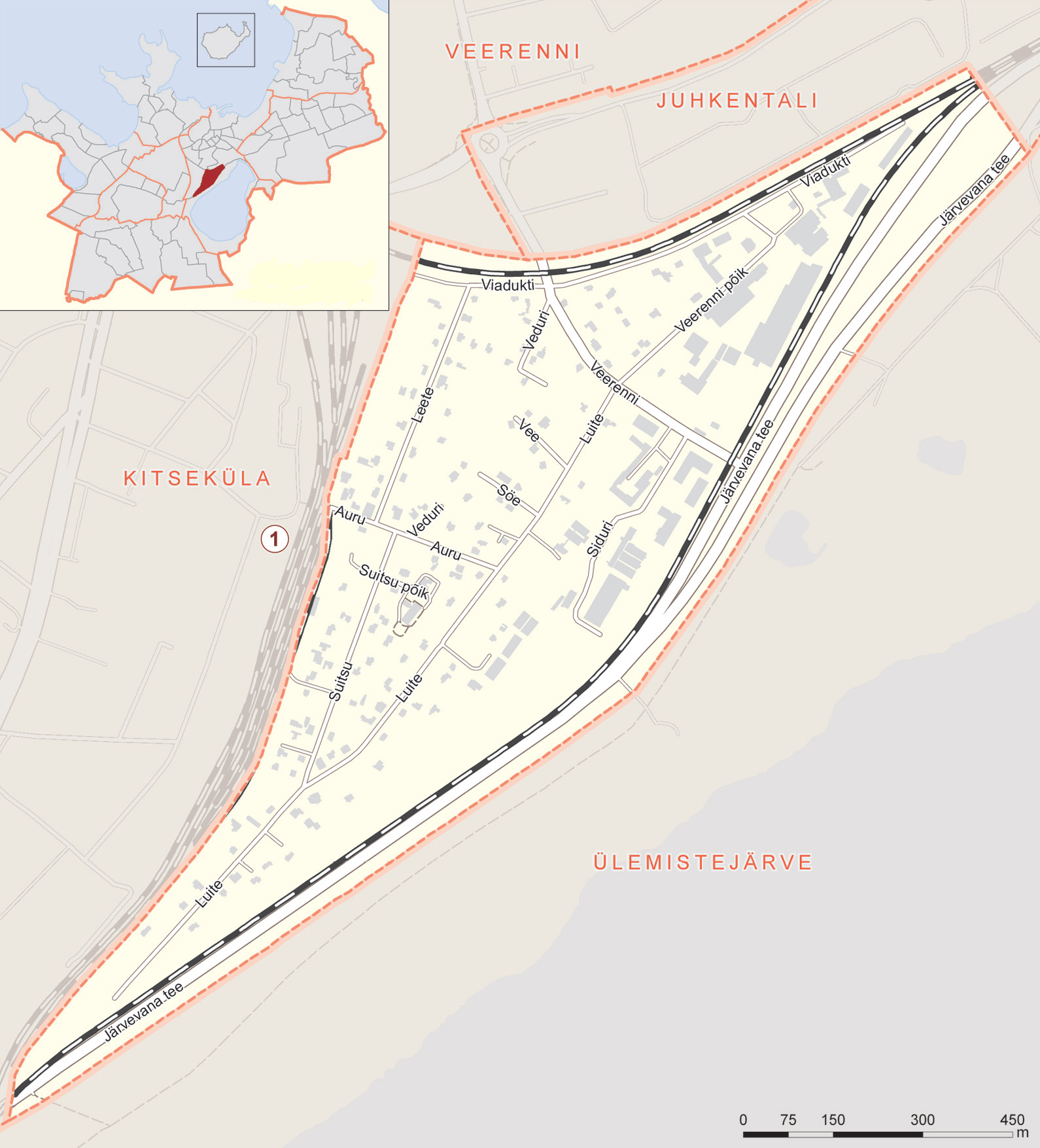
Карта микрорайона Луйте

Расположен в центральной части Таллина. Граничит с микрорайонами Веэренни, Юхкентали, Юлемистеярве и Китсекюла. Площадь — 0,85 км². Плотность населения на 1 января 2023 года — 868,2 чел/км².

## Улицы
По территории микрорайона проходят улицы Ауру, Ведури, Веэ, Веэренни, Веэренни пыйк, Виадукти, Виле, Пярнуское шоссе, Техника, Тюри, Суйтсу, Луйте, Леэте,  Сёэ, Сидури, Суйтсу, Суйтсу пыйк, Тендри, Ярвевана.

## Население
| Численность населения микрорайон Луйте на 1 января по данным Регистра народонаселения | Численность населения микрорайон Луйте на 1 января по данным Регистра народонаселения | Численность населения микрорайон Луйте на 1 января по данным Регистра народонаселения | Численность населения микрорайон Луйте на 1 января по данным Регистра народонаселения | Численность населения микрорайон Луйте на 1 января по данным Регистра народонаселения | Численность населения микрорайон Луйте на 1 января по данным Регистра народонаселения | Численность населения микрорайон Луйте на 1 января по данным Регистра народонаселения | Численность населения микрорайон Луйте на 1 января по данным Регистра народонаселения |
| 2008                                                                                  | 2010                                                                                  | 2011                                                                                  | 2012                                                                                  | 2013                                                                                  | 2014                                                                                  | 2015                                                                                  | 2016                                                                                  |
| ------------------------------------------------------------------------------------- | ------------------------------------------------------------------------------------- | ------------------------------------------------------------------------------------- | ------------------------------------------------------------------------------------- | ------------------------------------------------------------------------------------- | ------------------------------------------------------------------------------------- | ------------------------------------------------------------------------------------- | ------------------------------------------------------------------------------------- |
| 727                                                                                   | ↗736                                                                                  | ↗741                                                                                  | ↗763                                                                                  | ↗766                                                                                  | ↗813                                                                                  | ↘808                                                                                  | ↘799                                                                                  |
| 2017                                                                                  | 2018                                                                                  | 2019                                                                                  | 2020                                                                                  | 2021                                                                                  | 2022                                                                                  | 2023                                                                                  |                                                                                       |
| ↗809                                                                                  | ↗816                                                                                  | ↘775                                                                                  | ↗778                                                                                  | ↗799                                                                                  | ↘772                                                                                  | ↘738                                                                                  |                                                                                       |

## История
В 1900 году в непосредственной близости от современного микрорайона была построена железнодорожная станция «Таллинн-Вяйке» узкоколейной железной дороги Таллин—Вильянди. В 1930 году земли, расположенные между этой станцией и озером Юлемисте начали делить на участки под застройку, при этом участки были очень большими (более 4200 м2). Вскоре после раздела земель начали возводиться первые дома. Во второй половине 1930-х годов в Луйте было уже 50 домов, большинство из которых были одноэтажными. Некоторые дома в микрорайоне были построены из горизонтальных или вертикальных балок, крыши многих домов были покрыты красной черепицей.
В советское время размеры участков недвижимости начали сокращать. В 1950-е годы в этом районе активизировалось жилищное строительство. В 1969 году ранее узкоколейная железная дорога была преобразована в ширококолейную и продлена до Балтийского вокзала, что существенно повлияло на повседневную жизнь жителей микрорайона Луйте.
В настоящее время большая часть микрорайона застроена торговыми и офисными зданиями.

## Общественный транспорт
В Луйте проходят маршруты городских автобусов № 5, 14, 16, 18, 20, 20А, 32 и 36 и трамвайные маршруты № 3 и № 4, а также несколько пригородных автобусных маршрутов.

## Галерея

Микрорайон Луйте
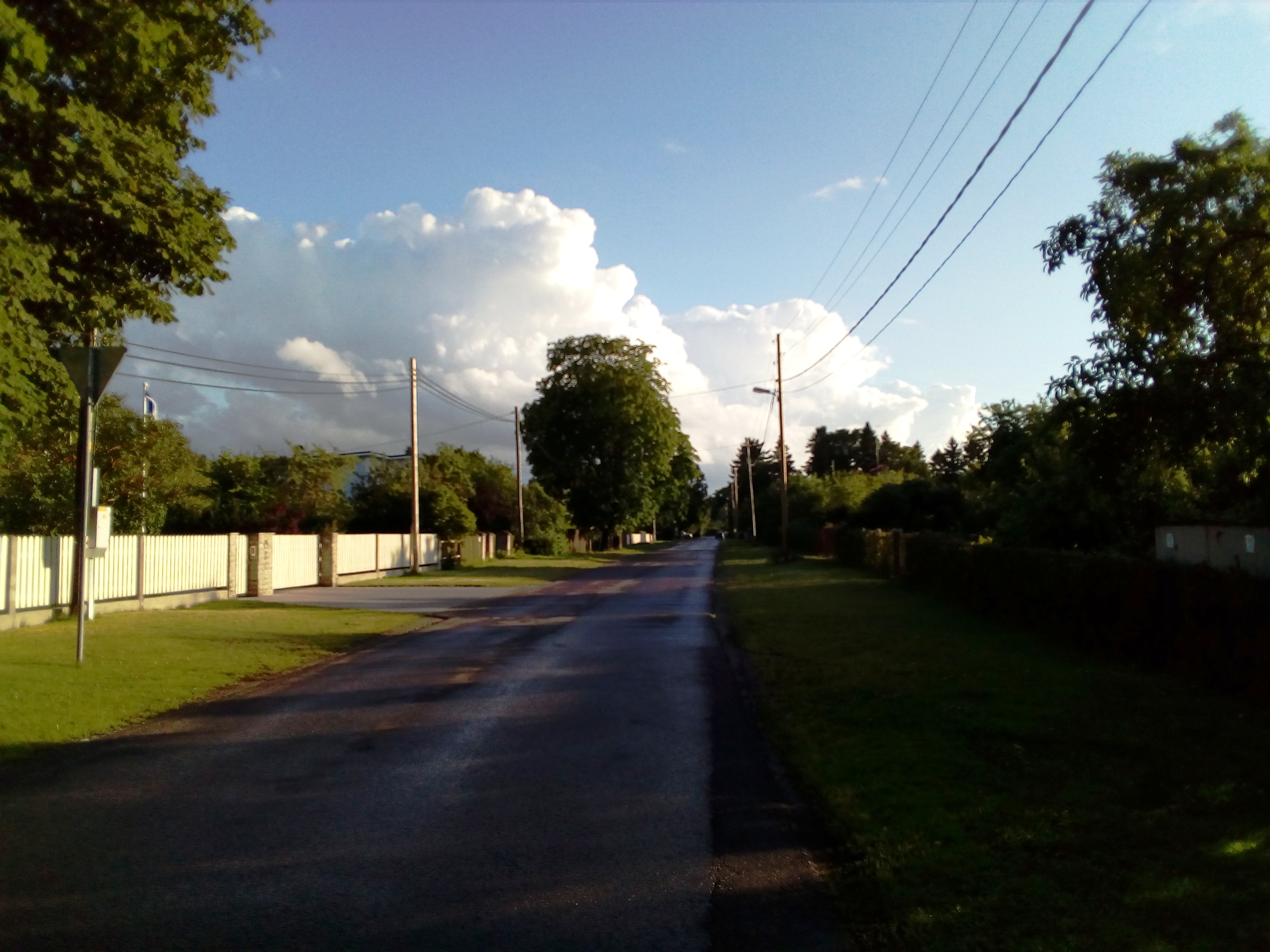
Улица Луйте
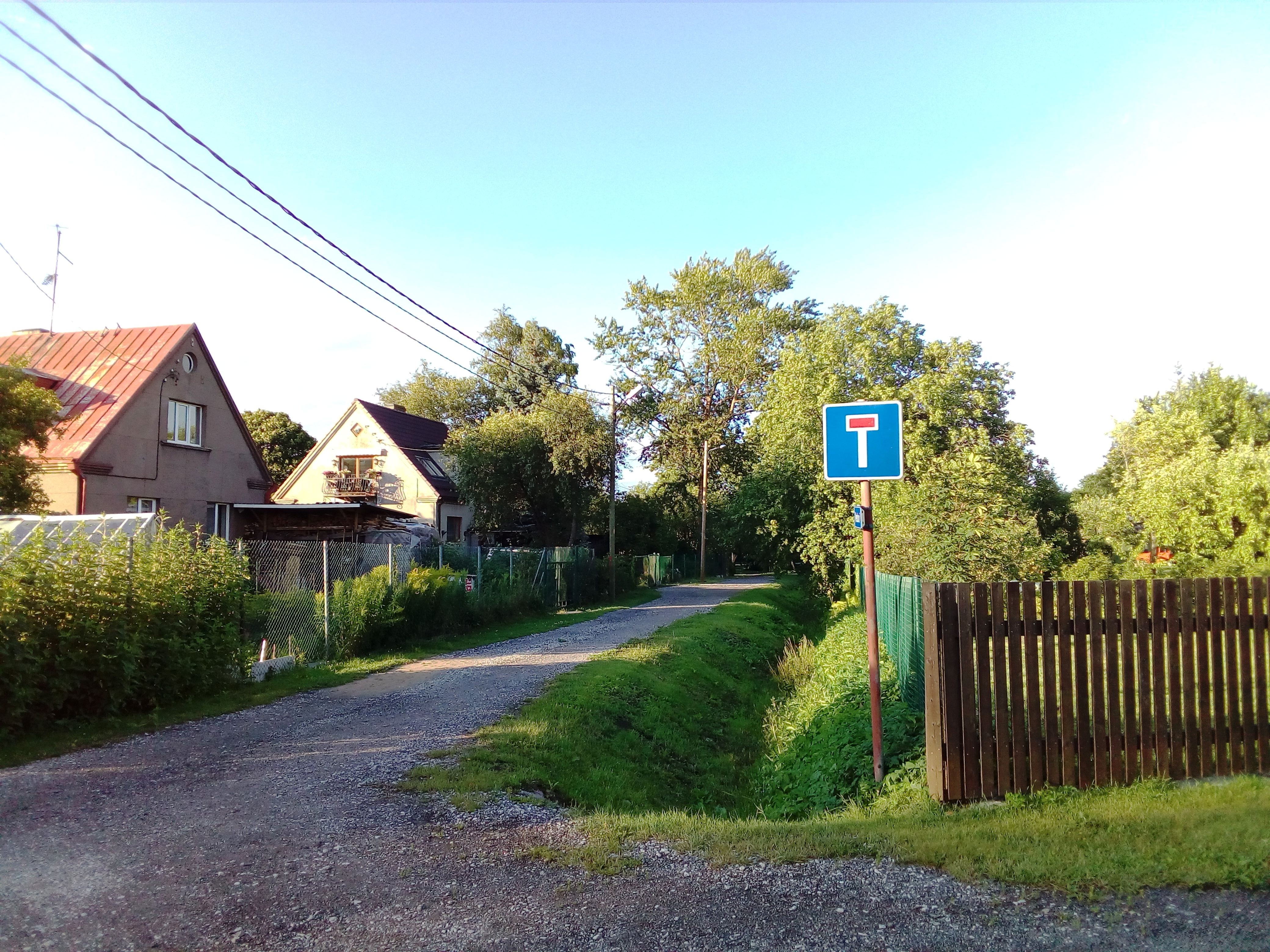
Улица Ведури
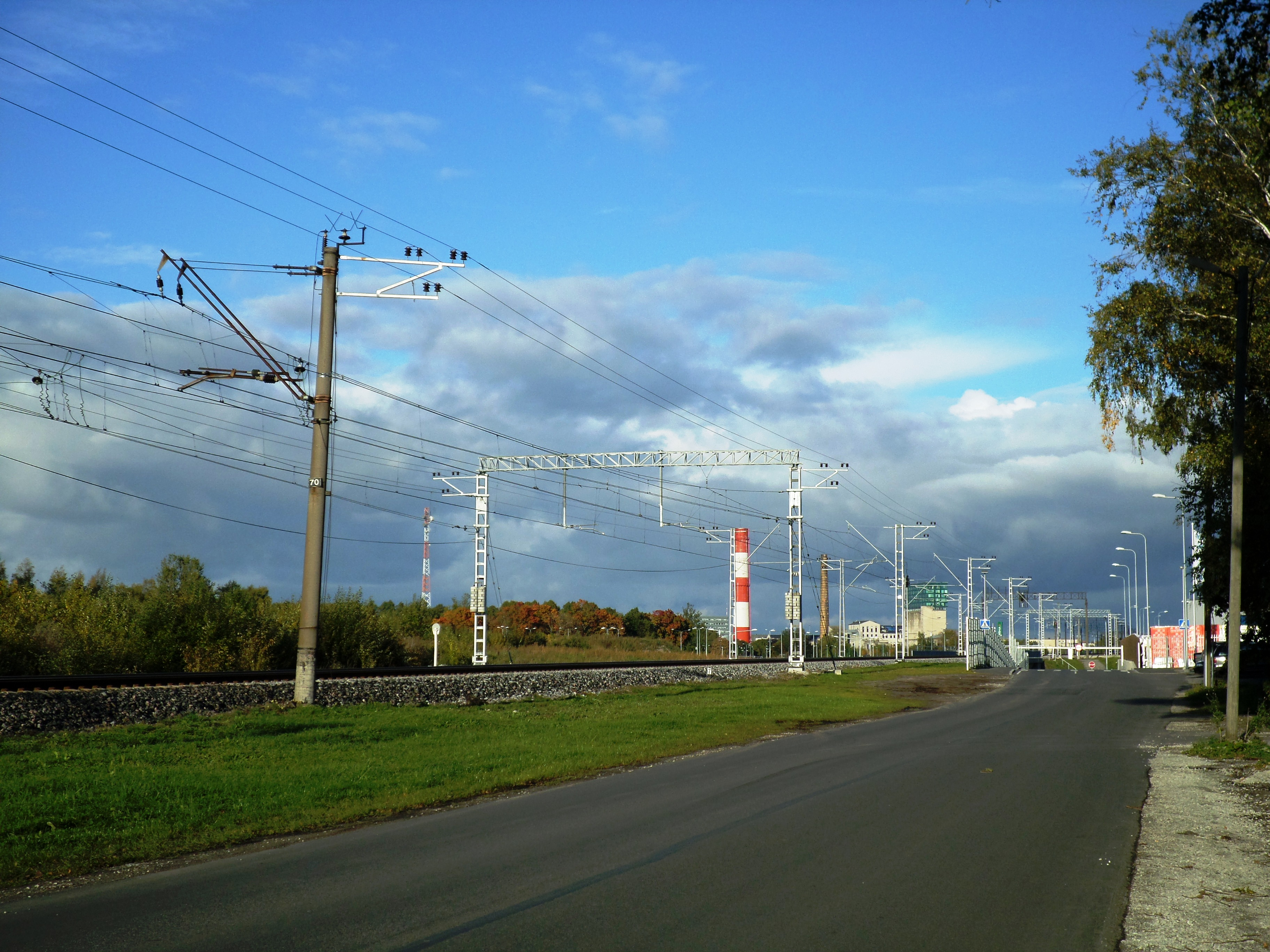
Улица Виадукти
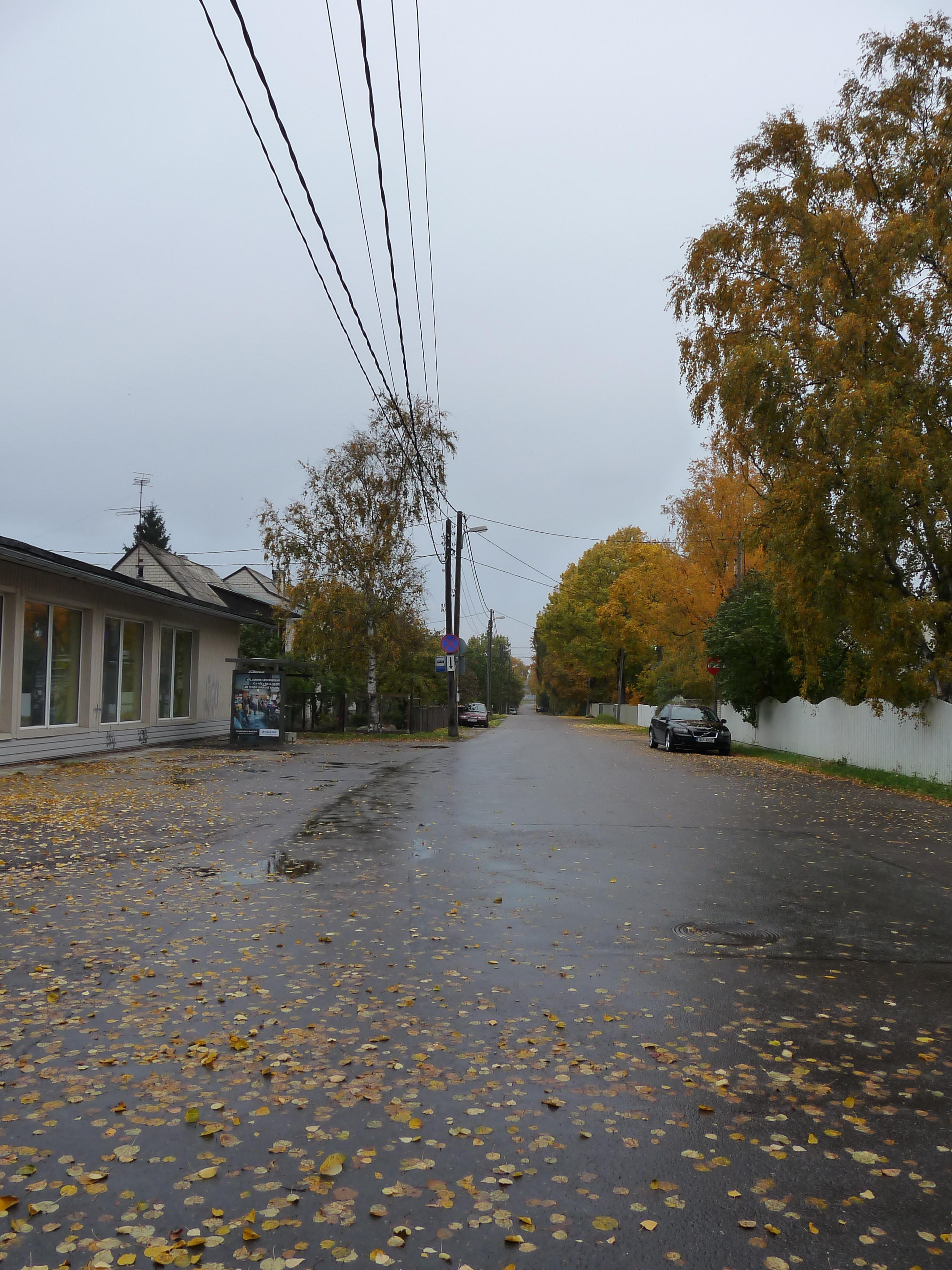
Улица Леэте
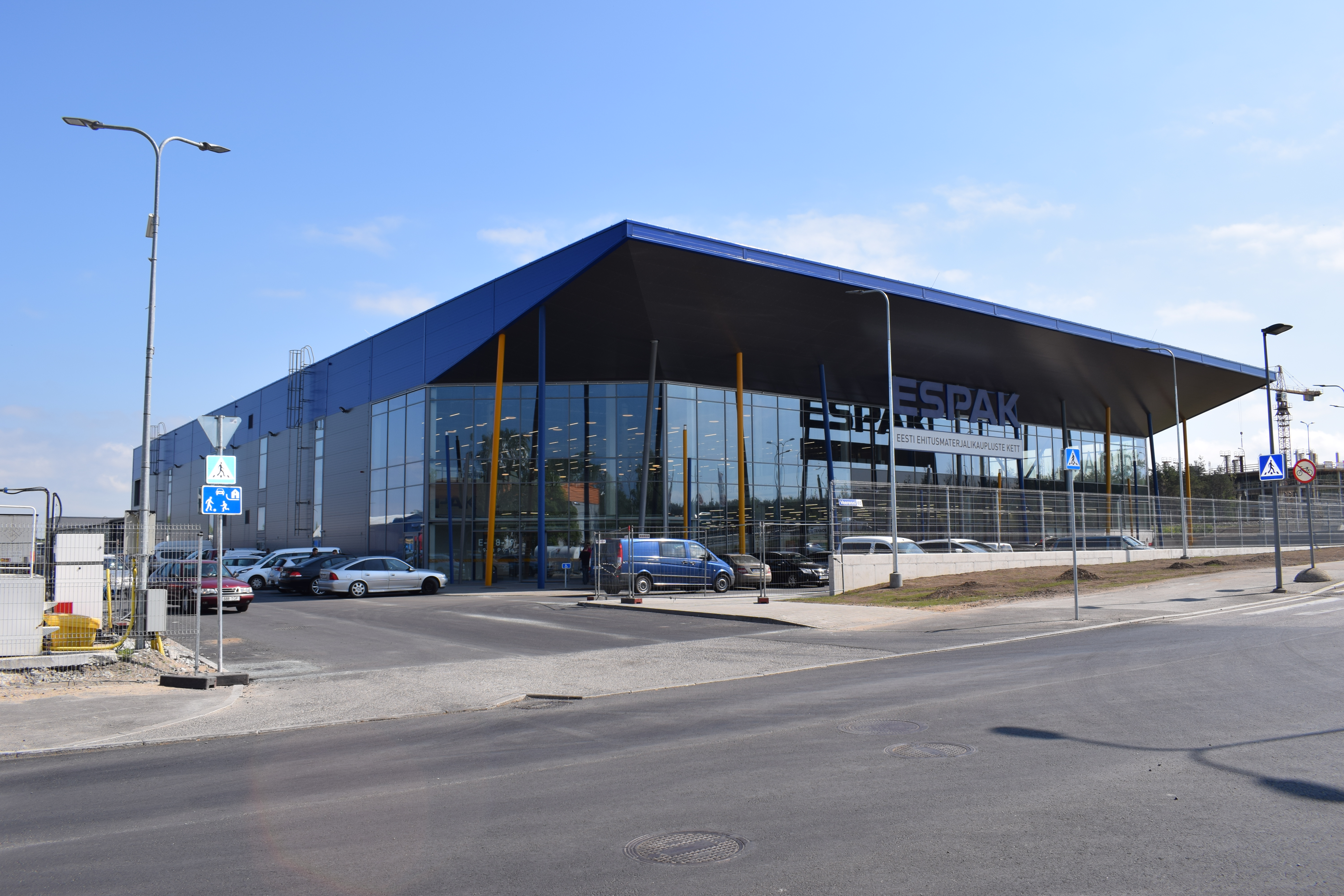
Магазин стройтоваров «Espak», улица Виадукти 42
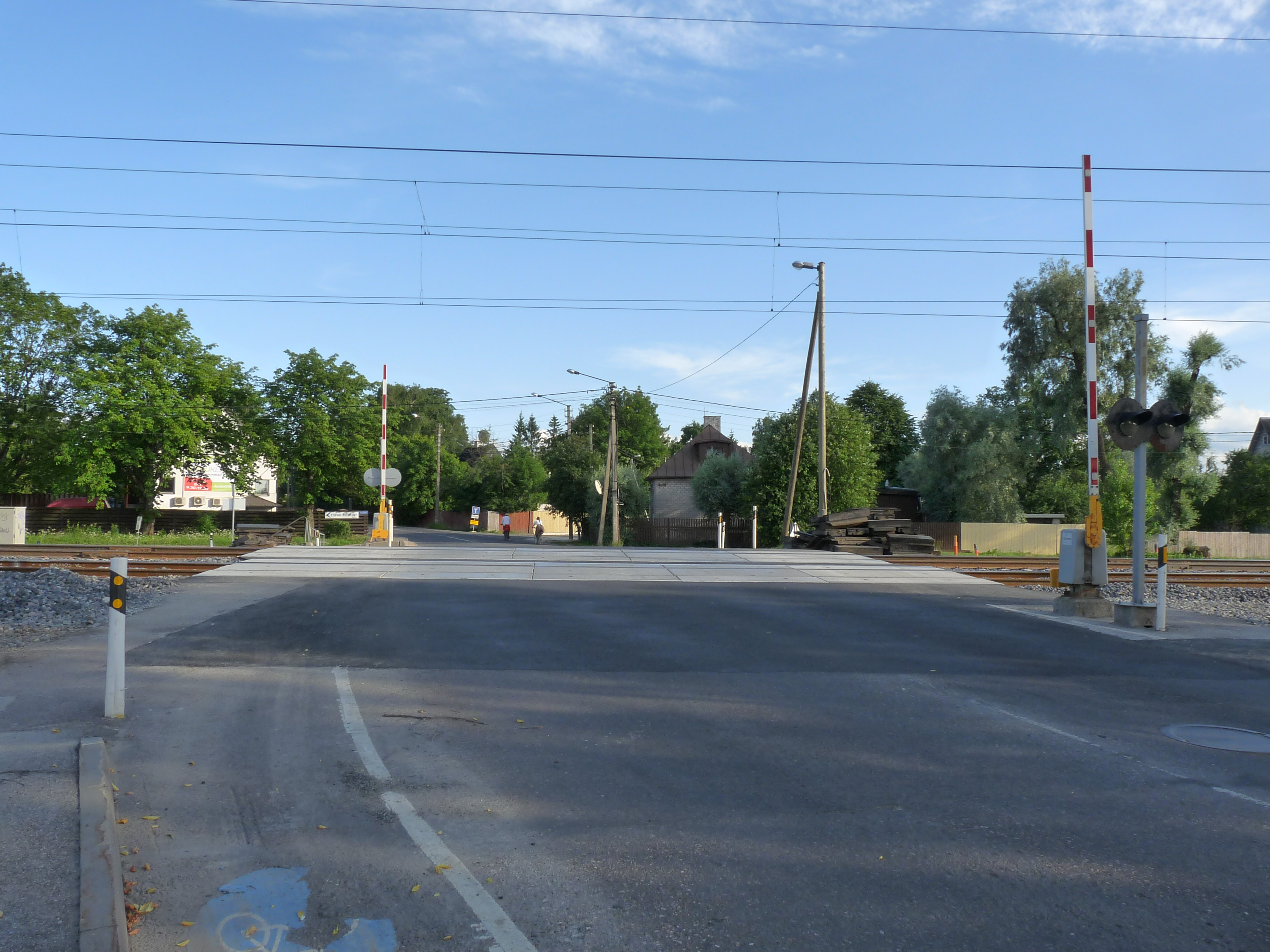
Железнодороджный переезд на улице Веэренни